# Phocoena sinus
Vaquita • Marsouin du golfe de Californie • Marsouin du Pacifique
Pour les articles homonymes, voir Marsouin.
« Vaquita » redirige ici. Pour l’article homophone, voir Vakita.
Espèce
Statut de conservation UICN

 CR A4d; C2a(ii) : 
En danger critique
Statut CITES
Le Vaquita, ou Marsouin du golfe de Californie, ou Marsouin du Pacifique (Phocoena sinus) est une espèce de marsouins en danger critique d'extinction (il n'en resterait qu'une dizaine d'individus). Elle fait partie de la liste des 100 espèces les plus menacées au monde établie par l'UICN en 2012.
La première cause de mortalité est l'étouffement à la suite du piégeage dans des filets de pêche illégaux notamment utilisés par des pêcheurs de totoaba (poisson, également en voie d'extinction, prisé dans la médecine traditionnelle chinoise et vendu dans les marchés noirs de Chine jusqu'à 3 500 euros le kg par les braconniers).

## Description et mode de vie
Le marsouin du golfe de Californie mesure environ 1,50 m et pèse en moyenne 48 kg. Son corps gris est plus foncé sur le dos que sur le ventre ainsi qu'autour des yeux et de la bouche. La femelle donne le jour à un petit tous les deux ans ne mesurant que de 70 à 80 cm de long qu'elle allaite plusieurs mois.
Son mode de vie est très mal connu. Il vit, souvent seul, dans des eaux peu profondes (moins de 40 m) où il se nourrit de poissons et de calmars, qu'il repère par écholocation près du fond ou sur le sol marin.

Comparaison de la taille de Phocoena sinus avec l'homme.
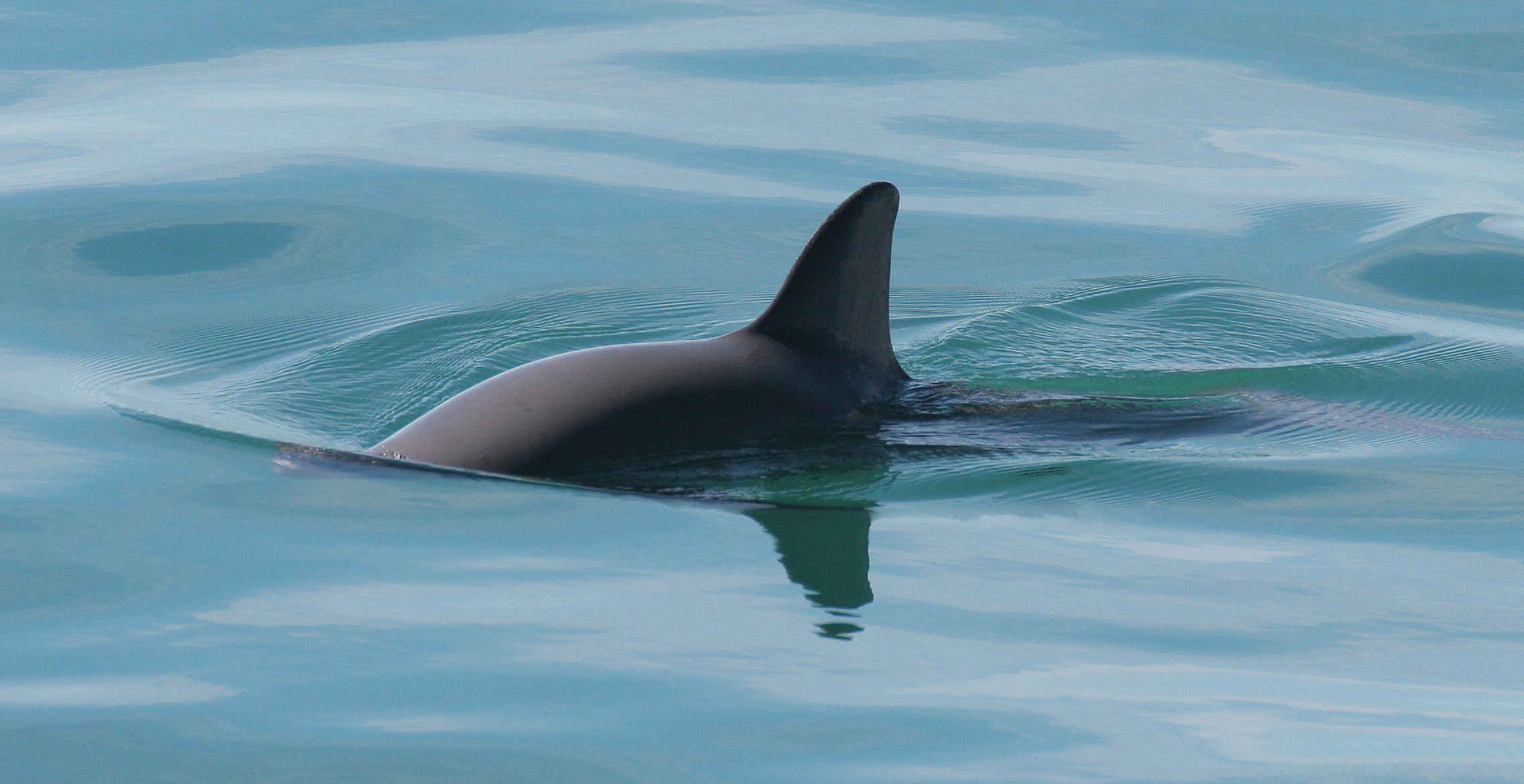
Aileron.

## Distribution et habitat

### Distribution géographique

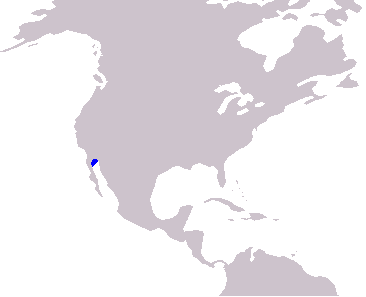
Répartition de Phocoena sinus
dans le golfe de Californie en Amérique du Nord.

Cette espèce est endémique du nord du golfe de Californie (mer de Cortés) et ne semble jamais avoir été élevée en captivité.

### Habitat
L'habitat du marsouin du golfe de Californie se limite à la région du nord du golfe de la Californie ou mer de Cortés. Le mammifère vit près de la côte, dans les eaux sombres et peu profondes des lagunes. Il nage rarement à plus de 30 mètres de profondeur et peut survivre dans des lagunes si peu profondes que son dos en émerge. Le marsouin du golfe de Californie est le plus souvent aperçu dans les eaux de 11 à 50 mètres, sur fond de limon et de glaise, à une distance de 11 à 25 kilomètres de la côte. Il a tendance à préférer les eaux turbides, car elles ont une plus forte teneur en nutriments. Cette teneur en nutriment est importante, car elle attire les petits poissons, les calmars et les crustacés dont il se nourrit. Le marsouin du Golfe de Californie résiste aux fluctuations de température propres aux eaux turbides et peu profondes des lagunes.

## État des populations, pressions et menaces
L'UICN (23 janvier 2023) classe l'espèce en catégorie CR (en danger critique) dans la liste rouge des espèces menacées depuis 2020. Victime collatérale de la pêche, le vaquita a vu sa population décliner de 98 % en 20 ans.
Il s'agit d'un des animaux marins les plus vulnérables, et du mammifère marin considéré en 2017 comme le plus menacé au monde.
Le recensement basé sur un sondage acoustique qui a compté les bruits de cliquetis de ces animaux l'été 2016 (publié en février 2017) fait état d'une population de moins de trente individus (pour une population d'environ 600 individus dix ans plus tôt).
En 2022, il ne resterait qu'une dizaine de vaquitas. La principale cause de son extinction est la pêche du totoaba, un poisson qui comme lui vit dans la mer de Cortès et dont la vessie gazeuse se vend des milliers d'euros en Asie pour des prétendues vertus aphrodisiaques. Sa pêche a par conséquent attiré des cartels mexicains comme le cartel de Sinaloa. Ceux-ci pratiquent une pêche intensive et non-sélective en utilisant le filet dérivant qui décime de nombreuses espèces parmi lesquelles le vaquita,,.

## Actions mises en vigueur pour la préservation du vaquita
Le gouvernement mexicain a créé un sanctuaire dans la mer de Cortés où vit le vaquita ; la pêche y est interdite, mais les braconniers continuent de pêcher dans cette zone. Seule l'ONG Sea Shepherd est présente sur le terrain pour faire respecter la loi.